# Donji Andrijevci
Donji Andrijevci – wieś w Chorwacji, w żupanii brodzko-posawskiej, w gminie Donji Andrijevci. W 2011 roku liczyła 2496 mieszkańców.
We wsi znajduje się stacja kolejowa Andrijevci.